# Евридика (Троя)
Вижте пояснителната страница за други значения на Евридика.
Евридика (на старогръцки: Εὐρυδίκη, Eurydike) в гръцката митология е дъщеря на Адраст от Троя.
Тя е съпруга на Ил (най-големият син на Трос), цар и основател на Троя, от когото другото име на Троя – Илион.
Тя е майка на Лаомедонт, който наследява баща си като цар на Троя, и на дъщерите Темиста или Темис (омъжва се за Капис, бабата на Еней), и Телеклея (омъжва се за Кисей, цар в Западна Тракия).